# März 2023
Portal Geschichte | Portal Biografien | Aktuelle Ereignisse | Jahreskalender | Tagesartikel

◄ |
20. Jahrhundert |
21. Jahrhundert

◄ |
1990er |
2000er |
2010er |
2020er
| 2030er | 2040er

◄ |
2019 |
2020 |
2021 |
2022 |
2023
| 2024 | 2025 | 2026 | 2027 | ►

◄ |
Dezember 2022 |
Januar 2023 |
Februar 2023 |
März 2023 |
April 2023 |
Mai 2023 |
Juni 2023 |
►
Dieser Artikel behandelt tagesbezogene Nachrichten und Ereignisse im März 2023.

## Tagesgeschehen

### Mittwoch, 1. März 2023

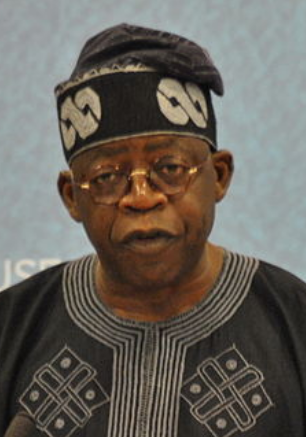
Bola Tinubu

- Abuja/Nigeria: Bola Tinubu, der bei den Präsidentschaftswahlen vom 25. Februar knapp 8,8 Millionen Stimmen erhalten hat,[1] wird von der nigerianischen Wahlkommission zum Sieger und damit designierten Staatspräsidenten erklärt.[2]
- Arbon/Schweiz: Beginn der Gerichtsverhandlung im Fall Hefenhofen (bis 21. März 2023)

### Donnerstag, 2. März 2023
- Gizeh/Ägypten: Über dem ursprünglichen Eingang der Cheops-Pyramide wird eine bis dahin unbekannte, mindestens neun Meter lange und leere Kammer entdeckt.
- Hanoi/Vietnam: Bei den Präsidentschaftswahlen in Vietnam wählt die Nationalversammlung mit Võ Văn Thưởng von der kommunistischen Regierungspartei den einzigen Kandidaten, der zur Wahl antritt.[3]

### Freitag, 3. März 2023
- Düsseldorf/Deutschland: Das Modeunternehmen Peek & Cloppenburg beantragt ein Insolvenzverfahren in Eigenverwaltung.
- Minsk/Belarus: Der Bürgerrechtler und Friedensnobelpreisträger Ales Bjaljazki wird wegen  „Bargeldschmuggels“ und der „Finanzierung von Aktionen und Gruppen, die grob gegen die öffentliche Ordnung verstoßen haben“ zu einer zehnjährigen Haftstrafe verurteilt.

### Samstag, 4. März 2023
- New York City/Vereinigte Staaten: Die Mitgliedsstaaten der Vereinten Nationen einigen sich erstmals auf ein Abkommen zum Schutz der Biodiversität im Bereich der Hohen See. Auf Grundlage des Seerechtsübereinkommens und in Umsetzung einer bei der 15. Weltbiodiversitätskonferenz getroffenen Vereinbarung sollen bis zum Jahr 2030 30 % des Gebiets unter Schutz gestellt sein.[4][5][6][7]
- Santa Monica/Vereinigte Staaten: Verleihung der 38. Independent Spirit Awards

### Sonntag, 5. März 2023
- As-Sachir/Bahrain: Mit dem Großen Preis von Bahrain beginnt die 74. Saison der Formel-1-WM.
- Klagenfurt am Wörthersee/Österreich: Landtagswahl in Kärnten
- Tallinn/Estland: Aus der Parlamentswahl in Estland geht die Reformpartei von Regierungschefin Kaja Kallas als deutlich stärkste Kraft hervor.

### Montag, 6. März 2023
- Istanbul/Türkei: Türkische Oppositionsparteien einigen sich auf Kemal Kılıçdaroğlu von der Republikanischen Volkspartei als Herausforderer gegen den amtierenden Staatschef bei den kommenden Präsidentschaftswahlen.[8]
- Minsk/Belarus: In Abwesenheit werden fünf Oppositionspolitiker zu langen Haftstrafen verurteilt, darunter Pawel Latuschka zu 18 Jahren Haft, Swjatlana Zichanouskaja zu 15 Jahren Haft und Wolha Kawalkowa zu 12 Jahren Haft.[9]

### Dienstag, 7. März 2023
- Palikir/Mikronesien: Parlamentswahlen in Mikronesien

### Mittwoch, 8. März 2023
- Paris/Frankreich: Der Senat, das Oberhaus des französischen Parlaments, stimmt – trotz wochenlanger Proteste im ganzen Land mit Millionen Teilnehmern – der von der Regierung als Teil einer Rentenreform[10] vorgeschlagenen Erhöhung des Renteneintrittsalters von 62 auf 64 Jahre zu.[11]

### Donnerstag, 9. März 2023
- Hamburg/Deutschland: Bei einem Amoklauf im Königreichssaal der Zeugen Jehovas werden sieben Menschen getötet und acht weitere verletzt.
- Jerusalem/Israel: Gegner der von der Regierung Netanjahu geplanten Justizreform veranstalten einen landesweiten „Tag der Störung“.[12]
- Kathmandu/Nepal: Präsidentschaftswahl
- Tiflis/Georgien: Nach wochenlangen Protesten kündigt die Regierung an, den Entwurf des geplanten Agentengesetzes, das ähnlich wie in Russland Medien und Nichtregierungsorganisationen, die Gelder aus dem Ausland erhalten, als ausländische Agenten eingestuft hätte, zurückzuziehen.[13]

### Freitag, 10. März 2023
- Peking/China: Der Nationale Volkskongress bestätigt Xi Jinping für weitere fünf Jahre als Staatspräsident im Amt.
- Washington, D.C./Vereinigte Staaten: Die Silicon Valley Bank wird von der Federal Deposit Insurance Corporation geschlossen.

### Samstag, 11. März 2023

Li Qiang

- Peking/China: Der Nationale Volkskongress wählt Li Qiang zum neuen Ministerpräsidenten.

### Sonntag, 12. März 2023
- Bern/Schweiz: Volksabstimmung
- Los Angeles/Vereinigte Staaten: Bei der Oscarverleihung erhält Everything Everywhere All at Once von Daniel Scheinert und Daniel Kwan sieben Auszeichnungen, u. a. als Bester Film. Im Westen nichts Neues gewinnt vier Preise, darunter als vierter deutscher Film überhaupt den Oscar für internationale Filme.
- New York City/Vereinigte Staaten: Als Folge der Liquidierung der Kryptobank Silvergate und des Konkurses der Silicon Valley Bank bricht auch die Signature Bank zusammen und wird geschlossen – der drittgrößte Bankkonkurs in der Geschichte der Vereinigten Staaten.[14][15]
- Yaoundé/Kamerun: Senatswahl[16]

### Dienstag, 14. März 2023
- Schwarzes Meer: Eine US-amerikanische MQ-9-Reaper-Drohne wird von einem russischen Kampfjet zum Absturz gebracht.

### Donnerstag, 16. März 2023
- Berlin/Deutschland: Staatsbesuch von Israels Ministerpräsident Benjamin Netanjahu.[17]
- Paris/Frankreich: Um die umstrittene Rentenreform – das wichtigste Reformprojekt von Staatspräsident Emmanuel Macron – in einer vom Vermittlungsausschuss vorgeschlagenen Fassung durchzusetzen, wendet die Regierung Borne den Artikel 49.3 der französischen Verfassung an, statt die Nationalversammlung – dort hat die Regierung keine eigenständige Mehrheit – darüber abstimmen zu lassen. Die andere Kammer des Parlaments, der Senat, hatte bereits zugestimmt. Artikel 49.3 ermöglicht es, einen Gesetzesvorschlag durchzusetzen, indem er mit der Vertrauensfrage verbunden wird. Das Gesetz gilt als angenommen, wenn nicht innerhalb von 24 Stunden ein Misstrauensvotum beantragt wird. Die Opposition kündigt daraufhin parteiübergreifend einen solchen Antrag an.[18]

### Freitag, 17. März 2023
- Berlin/Deutschland: Der Bundestag beschließt eine Reform des Bundestagswahlrechts.[19]
- Den Haag/Niederlande: Der Internationale Strafgerichtshof erlässt Haftbefehl gegen den russischen Präsidenten Wladimir Putin.

### Sonntag, 19. März 2023
- Astana/Kasachstan: Bei der Parlamentswahl erleidet die regierende Partei Amanat Verluste, behauptet jedoch die Mandatsmehrheit.
- Bern/Schweiz: Die Übernahme der Credit Suisse durch die UBS wird bekanntgegeben.
- Oslo/Norwegen: Auf dem Holmenkollen endet die 46. Saison des Biathlon-Weltcup.
- Podgorica/Montenegro: Präsidentschaftswahl (1. Wahlgang)
- Soldeu/Andorra: Ende der 57. Saison des Alpinen Skiweltcups

### Montag, 20. März 2023
- Interlaken/Schweiz: Der Synthesebericht des sechsten Weltklimaberichts wird veröffentlicht.
- Paris/Frankreich: Die Nationalversammlung stimmt über zwei Misstrauensanträge gegen die Regierung Borne ab. Gestellt wurden sie von den Fraktionen RN und Liot, weil die Regierung zur Durchsetzung der umstrittenen Rentenreform Artikel 49.3 der französischen Verfassung angewandt hat, um eine Abstimmung in der Nationalversammlung zu umgehen. Obwohl sich die linke Parteienkoalition Nupes dem aussichtsreicheren Liot-Antrag anschließt und auch mehrere Abweichler der konservativen Les Républicains vorab ihre Zustimmung erklärt haben, wird die nötige Mehrheit von 287 Ja-Stimmen um neun Stimmen verfehlt.[20] Das Gesetz gilt damit als beschlossen und muss nur noch von Staatspräsident Macron unterzeichnet werden. Ein Referendum und eine Klage beim Verfassungsrat ist noch möglich.[21]

### Donnerstag, 23. März 2023
- Paris/Frankreich: Im Zuge der Rentenreform demonstrieren beim neunten landesweiten Streik- und Aktionstag der Gewerkschaften mehr als eine Million Menschen gegen die Regierung. Bei gewaltsamen Ausschreitungen werden rund 450 Menschen festgenommen.[22]
- St. Pölten/Österreich: Nach der Landtagswahl in Niederösterreich 2023 findet die konstituierende Sitzung der XX. Gesetzgebungsperiode mit Wahl und Angelobung der Landesregierung Mikl-Leitner III statt.[23]

### Freitag, 24. März 2023
- Genf/Schweiz: Schweizer Filmpreis 2023
- Jackson/Vereinigte Staaten: Eine Serie von schweren Stürmen verursacht schwere Schäden im Süden der USA. Besonders betroffen ist der Bundesstaat Mississippi, in dem mehrere Ortschaften verwüstet werden und mindestens 25 Menschen ums Leben kommen.
- New York/Vereinigte Staaten: Bei der UN-Wasserkonferenz verpflichten sich die Mitgliedstaaten im Rahmen von über 600 Selbstverpflichtungen zu verbessertem Wasserschutz und Trinkwassermanagement.[24]

### Samstag, 25. März 2023
- Moskau/Russland: Der russische Präsident Wladimir Putin kündigt die Stationierung taktischer Atomwaffen in Belarus an.

### Sonntag, 26. März 2023
- Aşgabat/Turkmenistan: Parlamentswahl
- Berlin/Deutschland: Der Volksentscheid Berlin 2030 klimaneutral verfehlt das für einen Erfolg notwendige Quorum deutlich.
- Frankfurt am Main/Deutschland: Mike Josef (SPD) wird bei der Stichwahl der Oberbürgermeisterwahl zum Oberbürgermeister von Frankfurt am Main gewählt.
- Havanna/Kuba: Parlamentswahl
- Kassel/Deutschland: Stichwahl der Oberbürgermeisterwahl
- Nuuk/Grönland: In Grönland wird eine neue Zeitzonenregelung eingeführt.

### Montag, 27. März 2023
- Kabul/Afghanistan: Die herrschenden Taliban verhaften Matiulla Wesa, den Gründer und Vorsitzenden der Nichtregierungsorganisation Pen Path, welche in Afghanistan eine durch das Land fahrende mobile Schule und Bibliothek betreibt. Die Vereinten Nationen fordern die Taliban auf, den Aufenthaltsort von Wesa zu benennen und die Gründe für seine Festnahme zu erklären.[25]

### Dienstag, 28. März 2023

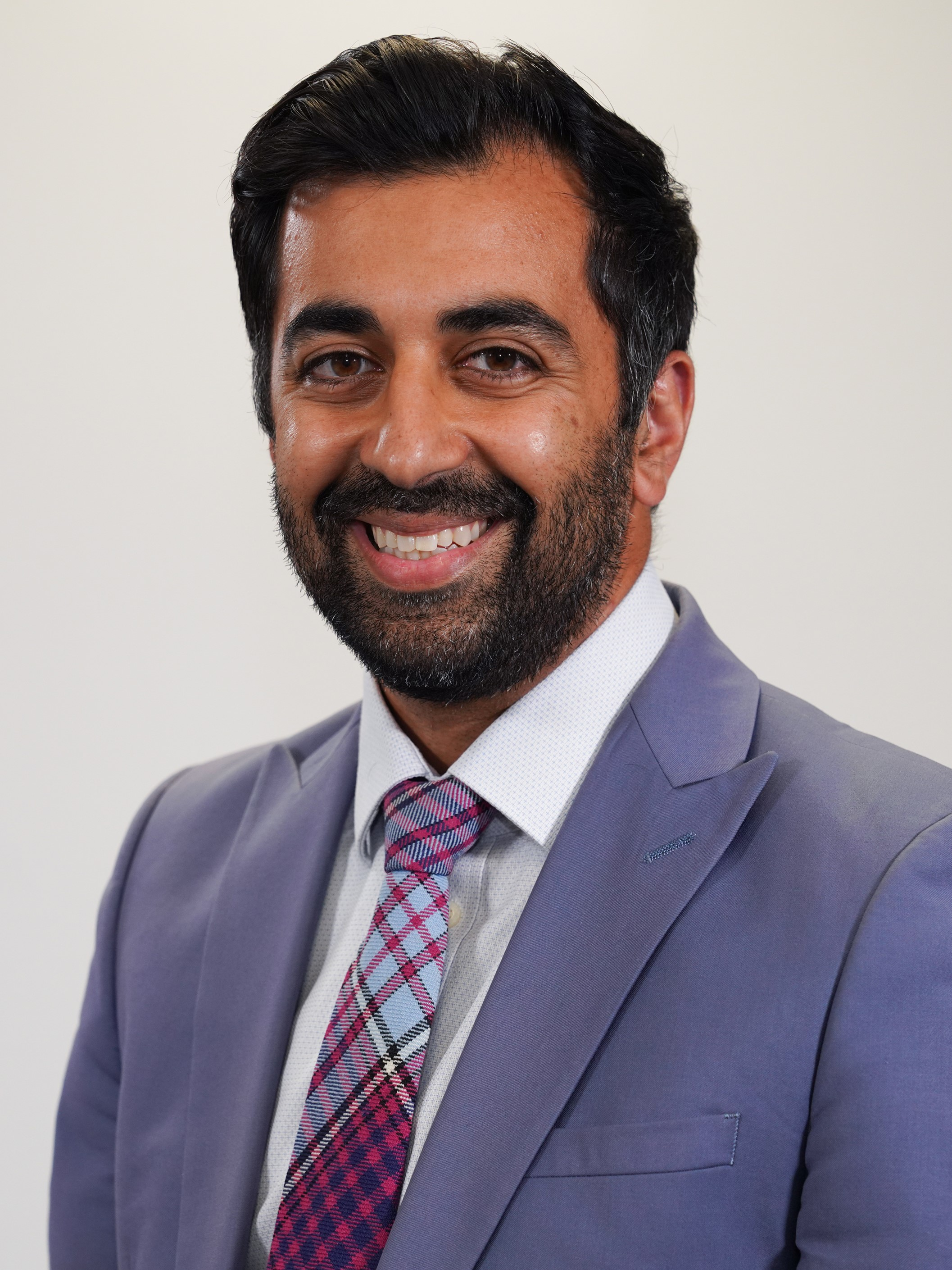
Humza Yousaf (2021)

- Edinburgh/Vereinigtes Königreich: Der am Vortag als Nachfolger von Nicola Sturgeon zum Vorsitzenden der Scottish National Party gewählte Humza Yousaf wird im schottischen Parlament zum First Minister gewählt. Er ist der erste Muslim, der Regierungschef eines Teilstaates in Westeuropa ist.
- Lissabon/Portugal: Zwei portugiesische Frauen werden bei einem Messerangriff in einem ismailitischen schiitischen religiösen Zentrum getötet. Die Polizei nimmt einen Afghanen als Verdächtigen fest.[26]
- Manila/Philippinen: Präsident Bongbong Marcos kündigt den Abbruch der Beziehungen zum Internationalen Strafgerichtshof. Anlass ist die Weigerung des Gremiums, seine Untersuchung über mögliche Verbrechen seitens der Regierung des ehemaligen Präsidenten Rodrigo Duterte während des Drogenkriegs im Land auszusetzen.[27]
- Maryland/Vereinigte Staaten: Das Berufungsgericht des US-Bundesstaats hat das im September 2022 aufgehobene Mordurteil gegen Adnan Syed – im Jahr 2000 wegen Ermordung seiner Ex-Freundin zu lebenslanger Haft verurteilt – wiederhergestellt.[28]

### Mittwoch, 29. März 2023
- Abu Dhabi/Vereinigte Arabische Emirate: Khaled bin Mohamed Al Nahyan, der Sohn des Präsidenten der VAE, Muhammad bin Zayid Al Nahyan, wird zum Kronprinzen von Abu Dhabi ernannt. Gleichzeitig wird Mansour bin Zayed Al Nahyan, der Besitzer der City Football Group, zum Vizepräsidenten ernannt.[29]
- Damaskus/Syrien: Präsident Baschar al-Assad ordnet eine Kabinettsumbildung angesichts steigender Preise und Lebensmittelknappheit aufgrund der schwierigen wirtschaftlichen Situation des Landes, die durch das Erdbeben im Februar noch verschlimmert wurde, an.[30]
- Jekaterinburg/Russland: Evan Gershkovich, ein amerikanischer Reporter bei The Wall Street Journal, wird von der FSB unter Spionagevorwürfen verhaftet.[31]
- Naypyidaw/Myanmar: Die herrschende Militärjunta des Landes löst die Nationale Liga für Demokratie auf, die politische Partei der ehemaligen Staatsrätin Aung San Suu Kyi.[32]
- Peking/China und Brasília/Brasilien: China und Brasilien unterzeichnen eine Vereinbarung, welche den Handel zwischen ihnen in ihren eigenen Währungen ermöglicht und den Einsatz des US-Dollars als Vermittler beendet.[33]
- Santiago de Chile/Chile: Das Land entdeckt den ersten Fall von Influenza-A-Virus H5N1 bei einem 53-jährigen Mann.[34]
- Suva/Fidschi: Premierminister Sitiveni Rabuka kündigt an, dass die Behörde für die Entwicklung der Medienindustrie ein umstrittenes Gesetz von 2010 aufheben wird, das die Medien streng kontrollierte.[35]
- Washington,  D.C./Vereinigte Staaten:  Der US-Senat verabschiedet mit einer parteiübergreifenden Mehrheit von 66-30 Stimmen einen Gesetzentwurf zur Aufhebung der Authorization for Use of Military Force von 1991 und 2002, die die vergangenen Kriege im Irak ermöglichten.[36]

### Donnerstag, 30. März 2023
- Ankara/Türkei: Das türkische Parlament hat einstimmig für die Annahme des NATO-Beitrittsantrags Finnlands gestimmt und somit die letzte Mitgliedschaftsbestätigung abgegeben.[37]
- Den Haag/Niederlande: Der Internationale Gerichtshof (IGH) hat entschieden, dass die Vereinigten Staaten durch die Ermöglichung von Vermögenssperren iranischer Unternehmen vor ihren Inlandsgerichten das Freundschaftsabkommen von 1955 mit dem Iran verletzt haben. Allerdings hat das Gericht seine Zuständigkeit über die 1,75 Milliarden US-Dollar an eingefrorenen Vermögenswerten, die von der Zentralbank des Iran gehalten werden, verneint. Beide Länder reklamieren einen Sieg in dem Urteil für sich.[38]
- Lahore/Pakistan: Der Oberste Gerichtshof von Lahore hat entschieden, dass das pakistanische Gesetz zur Anstiftung zum Aufruhr verfassungswidrig ist, da es die Meinungsfreiheit verletzt.[39]
- New York/Vereinigte Staaten: Eine Grand Jury erhebt Anklage gegen den ehemaligen US-Präsidenten Donald Trump, weil er als Kandidat im Jahr 2016 eine Schweigegeldzahlung geleistet haben soll.[40]
- Vatikanstadt: Der Vatikan hat die „Doctrine of Discovery“, ein Konzept aus dem 15. Jahrhundert, das in sogenannten „Papstbullen“ dargelegt wurde und zur Rechtfertigung der Landnahme von indigenen Völkern in Afrika und Amerika durch europäische christliche Kolonialisten diente, abgelehnt, da es nicht Teil der Lehre der katholischen Kirche sei und von rivalisierenden kolonialen Mächten manipuliert wurde, um unmoralische Handlungen gegen indigene Völker zu rechtfertigen.[41]
- Wien/Österreich: Während einer Rede des ukrainischen Präsidenten Wolodymyr Selenskyj im Nationalrat haben Abgeordnete der rechtsgerichteten Freiheitlichen Partei Österreichs den Saal verlassen, um gegen die angebliche Verletzung des österreichischen Neutralitätsprinzips zu protestieren.[42]